# Zwingen
Zwingen é uma comuna da Suíça, situada no distrito de Laufen, no cantão de Basileia-Campo. Tem 4,62 km² de área e sua população em 2018 foi estimada em 2.399 habitantes.